# Mahinda I
Mahinda I fou rei d'Anuradhapura (Sri Lanka) del 738 al 741. Fou germà i successor de Kassapa III.
Fou un rei altruista que considerava especialment santa l'amistat doncs el seu fidel amic Nila havia mort poc abans. No volia la corona però la va assumir. Va governar amb el títol d' Adipada (governador) com si l'objectiu de la seva vida fou protegir el poble de l'illa. Va nomenar a Aggabodhi, fill del seu germà Kassapa III, com a sub-rei i el va dotar de grans riquesses i li va confiar el govern de la part oriental del país. El seu propi fill fou nomenat administrador del sud o Ruhunu. A la sala d'almoines Mahapali li va concedir deu carretades de menjar diari.
Va construir un vihara i un convent que després va rebre el seu nom i els va dotar amb el producte de dos pobles.
Va morir en el tercer any del seu govern i fou succeït en el tron pel seu nebot Aggabodhi VI.